# ボクは小さい
『ボクは小さい』（ボクはちいさい）は、2002年7月11日にビクターインタラクティブソフトウェアから発売されたPlayStation 2用ソフト。
宇宙パトロール隊「プッチメン」が指名手配の凶悪犯を追い、地球のとある4LDKの一戸建ての家に不時着してしまう。プレイヤーは見習いで居残りしていた「ポム」となり、家の中で遭難した仲間達を救助しつつ潜伏した凶悪犯を逮捕するのが目的である。なお、ポムは身長が5cmという設定であり、4DLKの家屋が相当な大きさとして描かれている。

## ジャンル
パッケージには「頑張らないアクションアドベンチャー」とあり、ゲームオーバーになってもデメリットがない事などから気楽にプレイできることが垣間見える。

## 特徴
ゲーム内の時間はとある事情により、1時間でループしてしまう。特定の隊員を救出することで手に入る「タイムピース」を手にいれることで1時間ずつ行動範囲が広がる。
また、隊員の救出にはポムの使用可能能力を追加・強化し、身体能力を向上させる目的もある。
ゲーム自体の難易度は低く、こなす必要のないイベントや救出しなくてもいい隊員もいる。
だが、イベント及びアイテムの全回収、カメラの起動などをこなすとなると難しくなってくる。
そして、同時にシナリオの全貌を把握するには、イベントの踏破、人々の観察に加え、ファイルの閲覧に電話の盗み聞き、そしてそれらの話を結びつける必要がある。
ただし、あくまでそれらは気長に、少しずつやればいいことであり、頑張る必要はない。

## 登場人物

### ユウキ家
パパ
声 - 田中秀幸
ママ
声 - 冬馬由美
ルリ
声 - 満仲由紀子
タクヤ
声 - 宇和川恵美

### タイムパトロール
クサナギイチロー
声 - 松野太紀

### 毒蛇兄弟
アカマムシ
声 - 大塚周夫
アオダイショウ
声 - 青野武